# Per Teodor Cleve
Per Teodor Cleve (10. února 1840 Stockholm – 18. června 1905 Uppsala) byl švédský chemik a geolog.
Po dokončení studia na gymnáziu ve Stockholmu v roce 1858, byl v květnu téhož roku zapsán na univerzitu v Uppsale, kde v roce 1863 obdržel titul Ph.D., zde byl poté i zaměstnán. Po cestách po Evropě a Severní Americe přijal v roce 1874 profesuru všeobecné chemie a agrochemie v Uppsale.
V roce 1874 došel k závěru, že didymium je ve skutečnosti tvořeno dvěma prvky, dnes známými jako neodym a praseodym. V roce 1879 Cleve objevil prvky holmium a thulium.
V roce 1894 obdržel od Královské společnosti Davyho medaili za „výzkumy vzácných zemin“. V roce 1878 byl na jeho počest po něm pojmenován, geologem a výzkumníkem Adolfem Erikem Nordenskjöldem, minerál cleveit.
Cleve byl otcem botaničky a chemičky Astrid Cleve a dědem jejího syna Ulfa von Euler, nositele Nobelovy ceny za fyziologii a medicínu.